# SimCity (2013 видео игра)
SimCity е Град-строителство, Изграждане и управление симулация и Симулация на градското планиране, масова мултиплеър онлайн игра, разработена от Maxis, дъщерно дружество на Electronic Arts. Издадена за Microsoft Windows в началото на март 2013 г., тя е първата голяма част от поредицата SimCity, тъй като освобождаването на SimCity 4 е преди десетилетие. А OS X версия е пусната на 29 август 2013 година.
Играта се счита за рестартиране на поредицата SimCity. Играчите могат да създават селище, което може да се превърне в един град от зонирането на земите за жилищни, търговски, или индустриалното развитие, както и изграждане и поддръжка на: обществените услуги, транспорт и комунални услуги. SimCity използва нов двигател, наречен GlassBox, което позволява по-подробна симулация в сравнение с предишните игри. През своето развитие, SimCity получи одобрението на критиците за новия си двигател и усъвършенстван геймплей. Въпреки това, публикациите предупреждават да използваме играта на постоянен интернет достъп, с който съхранява записаните игри и позволява на играчите да споделят ресурси.
Преди да се освободи, SimCity получава положителни отзиви; Въпреки това, стартирането на играта беше посрещнато отрицателно рецепция в резултат на широко разпространените технически проблеми, свързани със задължителното използване на мрежова връзка, за да играят и да запазите данните игра. Тези въпроси включват мрежови прекъсвания, проблеми със запазване на напредъка и затруднено свързване със сървърите на играта. В резултат на това някои критици не бяха в състояние да направят преглед на играта, етикетирането стартирането като „бедствие“ и играта като „неизползваема и счупена“, призова играчите да се избегне закупуването на играта, докато не решат проблемите.